# Farmacevtska biotehnologija
Farmacevtska biotehnologija je aplikativno področje znanosti znotraj farmacevtske biologije, ki obsega znanstvene metode in tehnike za razvoj, preskušanje in proizvodnjo zdravil na osnovi izkoriščanja mikroorganizmov, tkivnih kultur, živali in rastlin ter njihovih sestavnih delov.
Farmacevtska biotehnologija se deli na:
- klasično farmacevtsko biotehnologijo, ki se ukvarja s pridobivanjem zdravil s pomočjo organizmov, ki niso gensko spremenjeni, in
- moderno farmacevtso biotehnologijo, ki ukvarja predvsem z rekombinantnimi proteini, monoklonskimi protitelesi ter celičnim, tkivnim in genskim zdravljenjem.